# De Willem Ruis Lotto Show
De Willem Ruis Lotto Show was een spelprogramma, gepresenteerd door Willem Ruis, dat tussen 1981 en 1984 door de VARA werd uitgezonden.
Het was een spelprogramma rond de trekking van de Midlotto. Quizmaster was 'kissmaster' Willem Ruis, die zijn bijnaam dankte aan de intense wijze waarop hij meeleefde met zijn kandidaten. Ook 'pretcomputer van vlees en bloed’ en 'wervelstorm van de Nederlandse televisie' waren typeringen van zijn energieke manier van presenteren. Halverwege de uitzending was zijn haar altijd kletsnat van opwinding. Ruis werkte met grote artiesten, die samen met hem zongen of een sketch speelden. De kandidaten die aan de spellen deelnamen hadden altijd op wat voor wijze dan ook een relatie met elkaar.

## De Willem Ruis Show
Het programma had een voorganger die van 1976 tot 1981 bij de KRO werd uitgezonden; De Willem Ruis Show. In dit spelprogramma werden met het publiek allerlei spelletjes gespeeld waarbij prijzen waren te winnen. Deze prijzen werden net als in De Berend Boudewijn Kwis aangekondigd door spreekstalmeester Pierre van Ostade. Voorts waren er optredens van artiesten maar zong en danste hij zelf nog niet. Een uitzending duurde ongeveer 1 uur en twintig minuten.
De kandidaten werden gekozen aan de hand van een bepaald voorwerp dat ze op de tribune bij zich hadden of droegen, zoals een fotolijstje of twee verschillende sokken. Degene die deze spullen bij zich had, mocht als kandidaat meedoen aan het programma. Later had het publiek steeds meer voorwerpen bij zich in de hoop dat ze als kandidaat door Ruis werden uitgekozen. Als een kandidaat werd gekozen werden ze omhelst en gekust door Willem Ruis wat hem de naam kissmaster opleverde. De spelletjes bestonden onder meer uit het raden van een woord dat zonder dat er klinkers stonden afgebeeld. Elk goed antwoord leverde geld op. Andere onderdelen waren het raden van de prijs van een bepaald artikel of het raden van een naam of uitdrukking. Het vaste panel bestond uit Rita Corita, Alexander Pola, Bonnie St. Claire en Patricia Paay. Uiteindelijk kwamen de deelnemers in een finalespel waarbij een grote prijs kon worden gewonnen.

## Willem Ruis Lottoshow
In 1981 werd Ruis voor 300.000 gulden overgenomen door de VARA. Dit voor die tijd ongekend hoge bedrag leidde tot Kamervragen van CDA Tweede Kamer-lid Steef Weijers. Bij de VARA ging Ruis De Willem Ruis Lotto Show en later de Sterrenshow presenteren: groots opgezette shows met showballetten, harmoniegezelschappen, orkesten, zangkoren, internationale sterren, heel veel figuranten en regelmatig wisselende decors. Pierre van Ostade, die in vaste dienst was van de KRO, ging niet mee en werd nu spreekstalmeester in de Frank Kramer Show. Later herenigde van Ostade zich weer met Ruis.  

### Onderdelen van het programma

#### Trekking van de lottogetallen
Dit onderdeel werd uitgevoerd met behulp van een lottomolen. Het nummer dat getrokken werd was eveneens het nummer van een genomineerd kandidatenkoppel in de zaal. Terwijl de lottomolen zijn werk deed, stond er op beeld de tekst "VARA Live".

#### Hoger-lager (de kleine lotto)
Willem Ruis speelde met een afgevallen koppel in hoog tempo het spel hoger-lager (de kleine lotto), waarbij het koppel een geldbedrag kon inzetten op een getal dat hoger of lager was dan het voorgaande getal. Gokte het koppel mis, dan werd de inzet weer geminimaliseerd naar nul. Nadat een reeks getallen waren doorlopen, werd dit onderdeel daarop meteen gevolgd door een nieuwe trekking van een lottogetal. Van dit lottogetal mochten de kandidaten ook nog gokken of deze hoger of lager zou worden dan het voorgaande getal met een bijbehorende inzet. Ze moesten deze beslissing snel nemen, omdat de lottomolen na het spel vrijwel meteen ging draaien.

#### Prijzenboxen
Willem Ruis speelde met een koppel dat doorging naar de volgende ronde het spel met de prijzenboxen, waarbij de voice-over John de Mol jr. (door Willem Ruis "stem" genoemd) daarbij cryptische aanwijzingen gaf.

#### Willem's droom
In dit onderdeel presenteerde Willem Ruis samen met andere bekende artiesten en/of het ballet van Penney de Jager het musicalgedeelte van de show. Dit onderdeel werd altijd ingeleid door Willem Ruis die vertelde waar zijn droom over ging.

#### Vier op 'n rij
Willem Ruis speelde met twee koppels dit spel met een reusachtig verticaal opgesteld speelbord. Het spel was gebaseerd op het gelijknamige spel dat in de winkel te koop is.

#### Opdrachten uitvoeren
De kandidatenkoppels moesten diverse opdrachten uitvoeren op het vlak van muziek, entertainment en variété. Voordat de kandidatenkoppels hieraan begonnen werd in dezelfde setting eerst een muzikaal of theatraal nummer door een bekende artiest of groep gebracht, waarna Willem Ruis de opdracht aan de kandidatenkoppels uiteenzette. Deze reeks onderdelen kwamen ook in diverse uitvoeringen voor in andere soortgelijke programma's, zoals in de jaren zeventig bij Eén van de acht en later bij de Showbizzquiz en de Tedshow.

#### Finalespel
Het koppel dat overbleef moest inschatten hoe de meerderheid van het Nederlandse publiek over bepaalde zaken dacht; hun schatting werd vergeleken met uitkomsten die gebaseerd waren op onderzoek onder de bevolking. Om de ronde te kunnen winnen, moest men trefwoorden gokken die hoger scoorden dan 0%. Raadden ze alle trefwoorden, dan wonnen ze de hoofdprijs, namelijk een auto. Gokten ze op een trefwoord dat niet door de bevolking genoemd was, dan hadden ze verloren. Dit spelonderdeel was de basis voor het televisieprogramma Vijf tegen vijf, dat in die tijd ook door Willem Ruis werd gepresenteerd.

## Achtergrond
In 1982 was De Willem Ruis Lotto Show een van de bestbekeken programma’s van de Nederlandse televisie. Het programma kende in die tijd concurrentie van de Tedshow met Ted de Braak, de Showbizzquiz met Ron Brandsteder, AVRO's Wie-kent-kwis met Fred Oster en de 1-2-3-show met Rudi Carrell. In 1984 ging Ruis door met de Sterrenshow en werd de Lotto Show hernoemd tot Midlotto Live Show met Johnny Kraaijkamp jr. als presentator.

## Gebruikte muziek
Enkele van de gebruikte muziek is afkomstig van library-elpees van KPM 1000 Series en betreft hier muziek van Keith Mansfield en Syd Dale.
- Statement 1 - Urgency van Keith Mansfield op het moment dat de lottomolen zich in beweging zet (van het album met label KPM 1057);
- Opening Trailer 2 van Syd Dale als Willem Ruis op het podium met afvalemmer afscheid van een paar neemt (van het album met het label KPM 1057);
- Full Flight van Syd Dale als Willem Ruis een paar op het podium treft (van het album met label KPM 1063);

De begin- en eindleader is het nummer Beginners Please van David Lindup en is onder andere verschenen op de lp Show Biz / Circus.